# Wijken en buurten in Papendrecht
De Nederlandse gemeente Papendrecht is voor statistische doeleinden onderverdeeld in wijken en buurten. De gemeente is verdeeld in de volgende statistische wijken:
- Wijk 00 Papendrecht (CBS-wijkcode:059000)

Een statistische wijk kan bestaan uit meerdere buurten. Onderstaande tabel geeft de buurtindeling met kentallen volgens het Centraal Bureau voor de Statistiek (2008):
| CBS-buurtcode | Buurtnaam           | Inwonertal | Opp. totaal (ha) | Opp. land (ha) | Ligging                |
| ------------- | ------------------- | ---------- | ---------------- | -------------- | ---------------------- |
| BU05900001    | Westpolder          | 8720       | 252              | 203            | Locatie in de gemeente |
| BU05900002    | Molenvliet          | 3580       | 98               | 97             | Locatie in de gemeente |
| BU05900003    | Kraaihoek           | 5700       | 96               | 82             | Locatie in de gemeente |
| BU05900004    | Middenpolder        | 2710       | 76               | 66             | Locatie in de gemeente |
| BU05900005    | Wilgendonk          | 6400       | 106              | 106            | Locatie in de gemeente |
| BU05900006    | Oosteind en De Kooy | 4470       | 448              | 394            | Locatie in de gemeente |